# Chatia Buniatisjvili
Chatia Buniatisjvili (georgiska: ხატია ბუნიათიშვილი), född 21 juli 1987, är en georgisk konsertpianist. 